# 美灰蘚
美灰蘚（学名：Eurohypnum leptothallum）为灰蘚科美灰蘚屬下的一个种。